# Cantón de Bozouls
El cantón de Bozouls era una división administrativa francesa, que estaba situada en el departamento de Aveyron y la región de Mediodía-Pirineos.

## Composición
El cantón estaba formado por cinco comunas:
- Bozouls
- Gabriac
- La Loubière
- Montrozier
- Rodelle

## Supresión del cantón de Bozouls
En aplicación del Decreto n.º 2014-205 de 21 de febrero de 2014, el cantón de Bozouls fue suprimido el 22 de marzo de 2015 y sus 5 comunas pasaron a formar parte del nuevo cantón de la Meseta Comtal.